# Limoniastrum
Limoniastrum es un género de plantas perennes, tupidas, con hojas de revestimiento, que florecen de 1 a 3 en espiguillas rodeadas de tres brácteas, con partes internas más grandes enroscadas en forma de cono. Excepto L. ifniense, las hojas están cubiertas de concreciones calcáreas y las flores son de color rosa o purpurina (como cualquiera de los  Limoniastrum).
Nueve especies en total. Cuatro son endémicas saharo-magrebíes, una quinta Limoniastrum monopetalum es circummediterranea ;  la sexta  L. migiurtinum, vive en las regiones costeras del Mar Rojo..

## Lista de especies
- Limoniastrum articulatum Moench, sinónimo de Limoniastrum monopetalum
- Limoniastrum feei (Girard) Batt.
- Limoniastrum feei var. grandiflorum Maire & Wilczek
- Limoniastrum guyonianum Durieu ex Boiss.,en Prodr. [A. P. de Candolle] (1848).
- Limoniastrum guyonianum var. ouarglense (Pomel) Batt.
- Limoniastrum ifniense (Caball.) Font Quer
- Limoniastrum malenconianum Maire & Wilczek
- Limoniastrum migiurtinum (Chiov.) Chiov. ex Maire
- Limoniastrum monopetalum (L.) Boiss.
- Limoniastrum ouarglense Pomel
- Limoniastrum rechingeri J. R. Edm.
- Limoniastrum weygandiorum Maire & Wilczek